# La vida es rosa
La vida es rosa fue un programa de televisión producido por Mediapro y emitido por la cadena española Antena 3 en 2005.

## Formato
Con emisión diaria, de lunes a viernes en horario vespertino, el espacio se centraba fundamentalmente en un repaso a la crónica social y el debate sobre esos mismos temas de actualidad rosa.

## Colaboradores
Al frente del espacio se situó la veterana periodista Rosa Villacastín, acompañada en las labores de presentación por Olga Marset. Otros colaboradores incluyen los reporteros Omar Suárez y Lucía Riaño.

## Audiencias
El espacio tan solo se mantuvo dos meses en pantalla y fue retirado por sus bajos índices de audiencia, que se situaron entre el 12 y el 13% de cuota de pantalla, por debajo de la media de la cadena.